# Белехов, Николай Николаевич
Никола́й Никола́евич Бе́лехов (1904—1956) — советский архитектор, реставратор, исследователь. Первый глава Государственной инспекции по охране памятников Ленинграда. Автор научных работ по архитектуре, инициатор и руководитель множества проектов восстановления исторических памятников.

## Биография

### Семья и ранние годы
Родился 4 декабря 1904 года в Белоострове. Его мать Антонина Фёдоровна была коренной петербурженкой, а отец, дворянин Николай Григорьевич Белехов, происходил родом из Костромской губернии. Несколько лет семья проживала в Белоострове, где Белехов-старший служил управляющим имения Ольхино, в дальнейшем перебралась в Петербург. Николай Белехов с детства увлекался архитектурой и градостроительством. Поступив в классическую гимназию в 1915-м, вскоре он стал одним из лучших учеников. В 1919-м скоропостижно скончался отец, Николаю пришлось обеспечивать семью, однако он смог с отличием закончить гимназию и поступить в Электротехнический институт. Спустя год он решил перевестись в Инженерно-строительный. В 1930-м был призван в армию и служил во флоте в Кронштадте.

### Отдел охраны памятников
После окончания военной службы работал архитектором-проектировщиком, в 1934-м был назначен уполномоченным ЦИК по охране и реставрации памятников Ленинградской области. В сферу ответственности его отдела входили также памятники древнерусского зодчества в Новгороде, Пскове, Гдове и др. В 1936 году начал работу в Комитете по охране памятников Массового отдела Ленсовета при Управлении по делам искусств. Вскоре комитет был переформирован в Государственную инспекцию по охране памятников архитектуры в Ленинграде, Н. Белехов был назначен её главным архитектором. Культуролог и историк Густав Богуславский характеризует деятельность Белехова в довоенные годы как стремление «сохранить в Ленинграде как можно больше Петербурга».

### Годы Второй мировой войны
С началом Второй мировой войны занял место главы Отдела охраны памятников, заменив ушедшего на фронт Алексея Викторовича Победоносцева. Сотрудники отдела готовили к эвакуации архив и ценные предметы, составляли описи и передавали ценные экспонаты в музеи, занимались маскировкой: снимали мерки и «одевали» в чехлы золочёные шпили и купола, демонтировали и укрывали монументы. Эта работа не прекращалась даже в годы блокады Ленинграда.
Не прекращал научную и организационную деятельность даже в годы войны. Например, ему принадлежала идея создания Училища по архитектурной отделке зданий, открытого в 1943 году. В 1944 году он опубликовал монографию, посвящённую деятельности архитектора Ивана Старова, за которую впоследствии получил Сталинскую премию. В 1944 Н. Белехову предложили пост главы российского отдела охраны памятников, от которого он отказался, не желая прекращать работу в Ленинграде.

### Послевоенный период
1 июля 1945 года по инициативе Н. Белехова, а также при поддержке архитекторов К. Д. Халтурина, С. Н. Давыдова и художника Н. В. Перцева, были открыты Ленинградские архитектурно-реставрационные мастерские.
Государственная инспекция по охране памятников сыграла решающую роль в послевоенном восстановлении Петербурга: городская администрация считала достаточным восстановить только фасады зданий, а внутренние помещения переобустроить в соответствии с современными требованиями. Белехов сумел отстоять необходимость полноценной реконструкции исторических планировок и отделки, о чём он лично ходатайствовал перед управляющим делами председателя совета министров Яковом Чадаевым.
Белехов не только разрабатывал научные проекты реставрации, но и лично участвовал в восстановлении дворцовых комплексов в Петергофе, Царском Селе, Гатчине и Павловске. По воспоминаниям архитектора Зои Томашевской,

Могила Белехова на Серафимовском кладбище в Санкт-Петербурге.

Камеронову галерею, начинённую минами, удалось спасти. Мой учитель по академии Герман Германович Гримм и начальник отдела охраны памятников Николай Белехов примчались в Пушкин в январе буквально по следам немцев и своими руками, маленькими ручками кабинетных учёных, вытолкали эти бомбы в пруд.

## Память
Коллеги и современники запомнили Николая Белехова как человека с «уникальным даром руководителя и учёного», который умел объединять людей вокруг общего дела, создавая в любом коллективе уважительную и тёплую атмосферу.
В честь столетия со дня рождения Николая Белехова на доме 45 по улице Некрасова, где он прожил большую часть своей жизни, была установлена и торжественно открыта мемориальная доска.
В декабре 2019 года в здании КГИОП был открыт бюст Николаю Белехову.
В 2020 году в рамках просветительского проекта «Сохранённая культура» в Санкт-Петербурге был снят документальный фильм-расследование «Архитектура блокады», посвященный маскировке Ленинграда в годы Великой Отечественной войны. Главными героями фильма стали ленинградские архитекторы, оставшиеся в городе во время блокады. Среди них — главный архитектор Ленинграда Николай Баранов, его заместитель Александр Наумов и руководитель Государственной инспекцией по охране памятников архитектуры в Ленинграде (ныне — КГИОП Санкт-Петербурга) Николай Белехов. Автором идеи и продюсером проекта выступил внук архитектора Александра Наумова, петербургский юрист и учёный Виктор Наумов, режиссёр — Максим Якубсон.
В съёмках приняли участие современные учёные и исследователи, изучающие тему ленинградской блокады: доктор исторических наук, один из главных российский специалистов по истории блокады Никита Ломагин, военный историк Вячеслав Мосунов, доктор архитектуры, преподаватель СПбГАСУ Андрей Вайтенс, первый заместитель председателя КГИОП Правительства Санкт-Петербурга Александр Леонтьев, автор целого ряда исследований, посвященных творчеству ленинградских архитекторов в годы Великой Отечественной войны и блокады, начальник отдела КГИОП Правительства Санкт-Петербурга Юлия Бахарева и другие. Премьера фильма состоялась в петербургском киноцентре «Дом кино» 27 января 2020 года — в День полного освобождения Ленинграда от фашистской блокады. Так как в фильм вошли не все отснятые материалы, весной 2020 года создатели ленты смонтировали и разместили в свободном доступе на видеохостингах несколько дополнительных сюжетов, в том числе «Николай Белехов. Работа для вечности».

### Комментарии
1. ↑  В дальнейшем организацию переименовали в Специальные научно-реставрационные производственные мастерские (СНРПМ), в 1974 году — реорганизовали в Специальное научно-производственное объединение (СНПО) «Реставратор».